# Grosphus goudoti
Espèce
Grosphus goudoti est une espèce de scorpions de la famille des Buthidae.

## Distribution
Cette espèce est endémique de la région de Sava à Madagascar. Elle se rencontre vers Daraina.

## Description
Le mâle holotype mesure 59,8 mm.

## Étymologie
Cette espèce est nommée en l'honneur de Jules Goudot.

## Publication originale
- Lourenço & Goodman, 2006 : « Further considerations regarding the status of Grosphus madagascariensis (Gervais) and Grosphus hirtus Kraepelin, and description of a new species (Scorpiones, Buthidae). » Revue Suisse de Zoologie, vol. 113, no 2, p. 247-261 (texte intégral).